# Freyming-Merlebach
 Freyming-Merlebach  es una población y comuna francesa, en la región de Lorena, departamento de Mosela, en el distrito de Forbach y cantón de Freyming-Merlebach.

## Demografía
| ...                       | 305 | 462 | 462 | abs. | 660 | 643 | abs. | abs. | abs. | 615 | 621 | 590 | 623 | 562 | 540 | 516 | 587 | 644 | 803 | 2 585 | 5 332 | 7 912 | 7 758 | 6 920 | 6 884 | 9 208 | 10 053 | 9 712 | 15 605 | 16 214 | 15 224 | 14 461 | 13 356 |
| (Fuente: INSEE y Cassini) |     |     |     |      |     |     |      |      |      |     |     |     |     |     |     |     |     |     |     |       |       |       |       |       |       |       |        |       |        |        |        |        |        |